# Hispa walkeri
Hispa walkeri là một loài bọ cánh cứng trong họ Chrysomelidae. Loài này được Baly Tennent miêu tả khoa học năm 1868.